# Cathédrale de Trente
La cathédrale de Trente ou basilique cathédrale métropolitaine Saint-Vigile (en italien : duomo di Trento ou Basilica Cattedrale Metropolitana di San Vigilio) est l'édifice religieux le plus important de la ville de Trente, en Italie du Nord. L'église a hébergé le concile de Trente (1545-1563) et a été le siège de la principauté épiscopale de Trente. Principale église de l'archidiocèse de Trente, elle est classée monument national italien. En mars 1913, le pape Pie X l'a élevé au rang de basilique mineure.

## Histoire
L'église a été construite sur un temple paléochrétien préexistant de VIe siècle consacré à Vigile de Trente, saint patron de la ville.
Les travaux ont commencé dans le milieu du XIe siècle, avec l'évêque Ulrich II, qui a construit la crypte et a remplacé le maître-autel. Le travail s'est poursuivi au XIIe siècle avec l'évêque Altemanno. Dans l'ensemble, cependant, la construction de la cathédrale a été accomplie par l'évêque Federico Wanga (1207-1218) qui chargea l'architecte Adamo d'Arogno de construire la nouvelle église romano-lombarde. Les travaux ont continué pendant plus de cent ans, avec un style gothique devenant de plus en plus évident. Les travaux furent portés à terme par Bernardo Clesio au XVIe siècle. Pour des raisons de sécurité, le dôme d'origine de la cathédrale a été reconstruit à la fin du XIXe siècle, conçu par l'architecte Nordio.
C'est dans le presbytère de l'église que furent tenues les sessions du concile de Trente et les édits promulgués au pied du crucifix de la chapelle homonyme.
Selon la légende, un couloir secret relierait la cathédrale au château du Bon-Conseil.

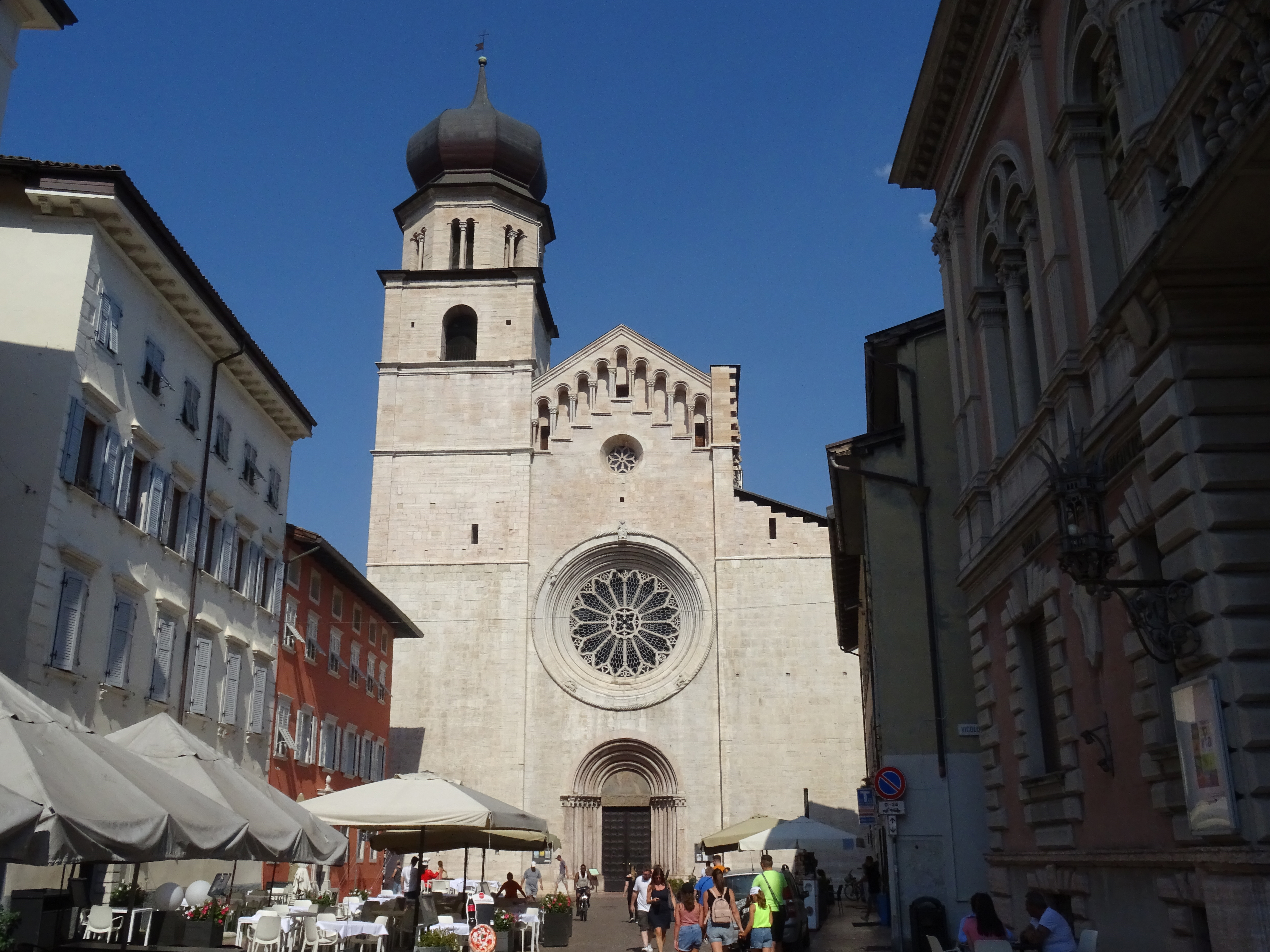
La façade de la cathédrale.
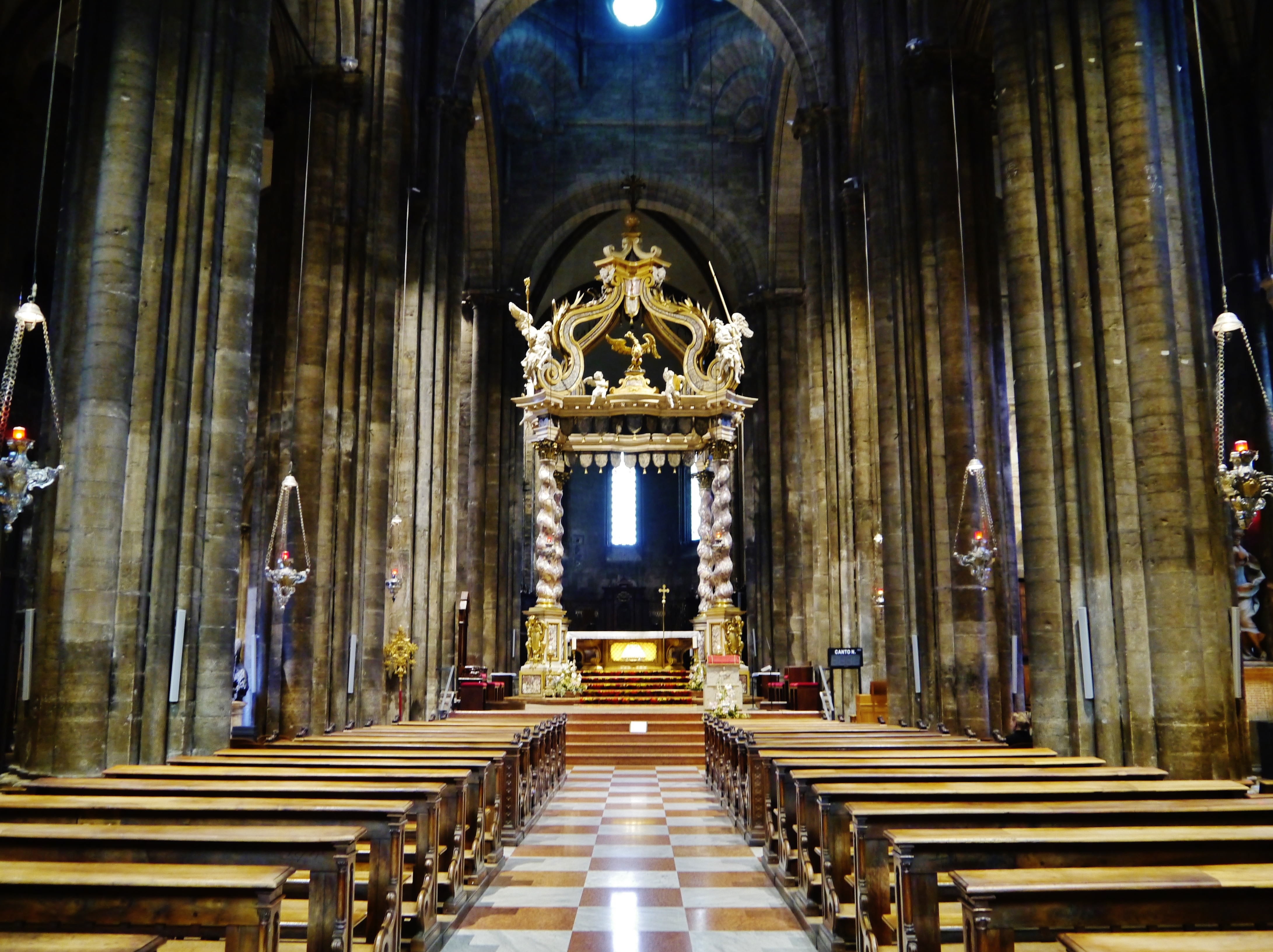
La nef et le maître-autel avec son baldaquin.

## Description

### Extérieur
La façade possède une grande rosace avec la roue de la Fortune, des lions soutiennent les colonnes du narthex du côté nord et les colonnes torsadées dans l'abside.

### Intérieur

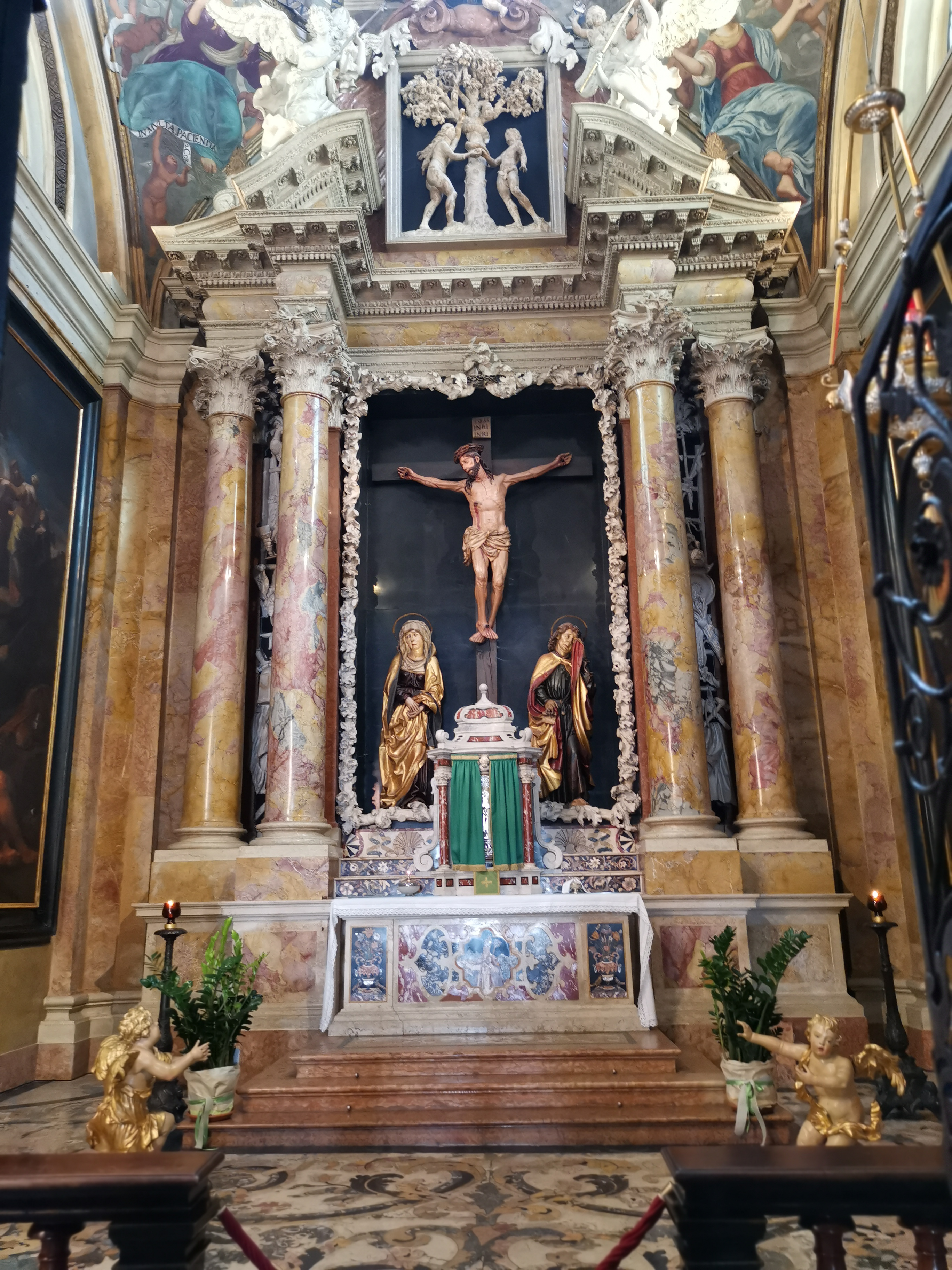
La chapelle du Crucifix.

L'intérieur, gothique et à croix latine, présente trois nefs divisées par quatorze colonnes. Le transept est décoré avec des fresques datant du XIVe siècle représentant la légende de saint Julien et la statue en pierre de la Madonna degli Annegati (« Vierge des noyés »).
L'abside du transept droit abrite les reliques des martyrs locaux Sisinius, Marturius et Alexandre, qui est mort en l'an 397 av.J.-C..
Dans l'aile droite se trouve la chapelle du Crucifix réalisée par Giuseppe Alberti (1682), avec un crucifix en bois au pied duquel ont été promulgués les édits du concile de Trente, dont les sessions furent tenues au presbytère de l'église.
Le peintre Louis Dorigny a contribué aux œuvres de la cathédrale.

### Articles liés
- Archidiocèse de Trente
- Trente
- Liste des cathédrales d'Italie